# أليكس بورغارت
مايكل أليكس بورغارت وهو من مواليد 1977 و سياسي بريطاني وأكاديمي وايضا معلم سابق شغل منصب عضو البرلمان عن برينتوود وأونغار منذ عام 2017 .
وهو كذلك عضو في حزب المحافظين ، وقد كان في السابق مستشارًا خاصًا لتيريزا ماي . و يشغل منصب السكرتير البرلماني لمكتب مجلس الوزراء منذ أكتوبر 2022. 